# Billboard Music Award for Top Male Artist
Der Billboard Music Award for Top Male Artist (dt. Billboard Music Awards für den Besten männlichen Künstler) wird jährlich im Rahmen der Billboard Music Awards in den USA verliehen. Die erste Verleihung in dieser Kategorie fand 1994 unter dem Namen #1 Male Artist statt. In den Jahren 1995–1998 fanden keine Verleihungen in dieser Kategorie statt. Von den Jahren 1999 bis 2006 wurde die Kategorie als Male Artist of the Year wiedereingeführt. Im Jahr 2011 wurde die Kategorie in Top Male Artist umbenannt.
Justin Bieber und Drake konnten den Award beide jeweils zweimal gewinnen.

## Gewinner

### 1990er
- 1990–1993: keine Verleihung
- 1994: Snoop Dogg
- 1995–1998: keine Verleihung
- 1999: Ricky Martin

### 2000er
- 2000: Sisqó
- 2001: Shaggy
- 2002: Nelly
- 2003–2005: nicht vergeben
- 2006: Chris Brown
- 2007–2009: keine Verleihung

### 2010er
- 2010: keine Verleihung
- 2011: Eminem
- 2012: Lil Wayne
- 2013: Justin Bieber
- 2014: Justin Timberlake
- 2015: Sam Smith
- 2016: Justin Bieber
- 2017: Drake
- 2018: Ed Sheeran
- 2019: Drake

### 2020er
- 2020: Post Malone
- 2021: The Weeknd
- 2022: Drake